# Erwin Fischer
Erwin Fischer (14 de agosto de 1912 - 10 de dezembro de 1996) foi um oficial alemão que serviu no Deutsches Heer durante a Segunda Guerra Mundial. Foi condecorado com a Cruz de Cavaleiro da Cruz de Ferro com Folhas de Carvalho.

## Condecorações
| Nome                                                             | Data                    |
| ---------------------------------------------------------------- | ----------------------- |
| Distintivo de Aviador                                            |                         |
| Distintivo de Voo do Fronte da Luftwaffe                         |                         |
| Cruz de Ferro (1939) 2ª Classe                                   | 18 de setembro de 1939  |
| Cruz de Ferro (1939) 1ª Classe                                   | 23 de julho de 1940     |
| Cruz Germânica em Ouro                                           | 26 de fevereiro de 1942 |
| Cruz de Cavaleiro da Cruz de Ferro                               | 21 de abril de 1941     |
| Cruz de Cavaleiro da Cruz de Ferro com Folhas de Carvalho nº 191 | 8 de fevereiro de 1943  |